# Iekaterina Roussakova
Iekaterina Roussakova (en russe : Екатерина Русакова) est une joueuse de volley-ball russe née le 15 décembre 1990 à Sverdlovsk. Elle mesure 1,85 m et joue au poste de passeuse. 

## Clubs
| Club               | De        | À         |
| ------------------ | --------- | --------- |
| Ouralotchka NTMK   | 2006-2007 | 2011-2012 |
| Atlant Baranovichi | 2012-2013 | 2012-2013 |
| Ouralotchka NTMK   | 2013-2014 | …         |

## Palmarès
- Coupe de la CEV
  - Finaliste : 2009, 2014.
- Challenge Cup
  - Finaliste : 2015.
- Championnat de Biélorussie
  - Finaliste : 2013.
- Championnat de Russie
  - Finaliste : 2016.